# Rodrigo Lopes (jornalista)
Rodrigo Lopes (Porto Alegre, 14 de julho de 1978), é um premiado jornalista brasileiro.

## Biografia
Começou no jornalismo ainda como auxiliar de Redação, no jornal Zero Hora, da cidade natal, em 1996.
Formado pela Universidade Federal do Rio Grande do Sul, em 2001, tem especialização em Jornalismo Literário pela Academia Brasileira de Jornalismo Literário e em Jornalismo Ambiental pelo International Institute for Journalism, de Berlim.
Foi redator da editoria de Mundo do jornal Zero Hora, de 1999 a 2008. Em 2008, assumiu a apresentação do programa Camarote, da TVCOM, emissora com transmissão em UHF e TV a cabo do Grupo RBS. Como repórter da RBS TV, filiada à Rede Globo, produziu, entre outras centenas de reportagens, a série Rio Grande de Extremos, finalista do Prêmio Embratel de Jornalismo. Em dezembro de 2011, deixou a RBS TV para atuar como editor de notícias internacionais de Zero Hora.
Em 2012, assumiu a edição da capa do jornal Zero Hora, é colunista de assuntos internacionais do jornal e comentarista da Rádio Gaúcha.
É autor do livro Guerras e Tormentas, editado pela Besouro Box. A obra foi finalista do Prêmio Jabuti 2012 na categoria Reportagem.

## Trabalhos
Como enviado especial realizou pelo Grupo RBS mais de duas dezenas de coberturas internacionais, entre elas:
- Eleição na Argentina, em 2003, cobertura pela qual ganhou o Prêmio Internacional de Jornalismo Rei da Espanha, na Categoria Ibero-americana.[2]
- Morte de João Paulo II e eleição de Bento XVI, no Vaticano, em 2005
- Catástrofe do furacão Katrina, New Orleans, 2005
- Guerra entre Israel e Hezbollah, em 2006, único jornalista brasileiro a testemunhar a guerra pelos dois lados do front. Série de reportagens foi finalista do Prêmio Esso de Jornalismo de 2006.[3]
- Eleição de Barack Obama e posse, Chicago e Washington, em 2008
- Crise na embaixada brasileira em Honduras, 2009 - foi o primeiro jornalista de rádio e TV brasileira a ingressar no prédio brasileiro onde Manuel Zelaya estava hospedado, sob cerco das tropas.
- Terremoto no Haiti, onde esteve três vezes, 2005, 2007 e 2010.
- Resgate dos mineiros no Chile, 2010
- Guerra na Líbia, 2011 - foi o primeiro jornalista de uma rádio brasileira a transmitir ao vivo de dentro do Líbia
- Missão de Paz das Nações Unidas na costa do Líbano, a bordo da fragata União, da Marinha do Brasil, em 2012.
- Queda do presidente Fernando Lugo e crise política no Paraguai, em Assunção, em 2012.
- Eleições nos EUA, a vitória de Barack Obama para o segundo mandato, em 2012.
- Cobriu ainda as conferências das Nações Unidas sobre mudanças climáticas em Montreal, Buenos Aires e Bali.